# Arcipelago di Maslinica
L'arcipelago di Maslinica (in croato: Maslinički škoji) è un piccolo gruppo di 7 isolotti disabitati della Dalmazia situato a est dell'isola di Solta, di fronte a Porto Oliveto (Maslinica), in Croazia. Amministrativamente rientra nel comune di Solta.

## Le isole
(Il numero si riferisce alla posizione nella mappa)
- 1) Santo Stefano (Stipanska), l'isoletta maggiore e la più occidentale.
- 2) Polibergnago[3], Poliborgnac[4] o Polebargnak[5] (Polebrnjak), di fronte a Porto Oliveto, isolotto rotondeggiante con un'area di 0,062 km²[6], uno sviluppo costiero di 0,95 km e l'altezza massima di 20 m[7] 43°24′07″N 16°11′39″E.
- 3) Saschigna[8] o Saskigna[5] (Saskinja), tra Polibergnago e Porto Oliveto, a soli 150 m dalla costa, ha un'area di 0,016 km²[6] e la costa lunga 485 m[6] 43°23′57″N 16°11′57″E.
- 4) Gherme[1], Grimani[9] o Ghermegl[5] (Grmej), a sud-est di Santo Stefano, tra quest'ultimo e Balon; isolotto rotondo, alto 16,5 m[7] con una superficie di 0,039 km²[6] e la costa lunga 723 m[6] 43°23′46″N 16°11′05″E.
- 5) Rotolo[1][10] o Radela[5] (Rudula), di forma ovale, ha una superficie di 0,062 km²[6], l'altezza massima di 17 m e la costa lunga 1 km[6]; si trova a sud di Santo Stefano 43°23′32″N 16°10′56″E.
- 6) Balon[11] o Balcon[5] (Balkun), isolotto rotondo con una superficie di 0,233 km²[6], il picco più alto è di 55 m[7], la lunghezza della costa è di 1,74 km[6]; si trova a sud-ovest di Porto Oliveto 43°23′43″N 16°11′43″E.
- 7) San Pietro[1], Peter[12] o scoglio Kamen[5] (Kamičić), piccolo scoglio allungato, 560 m[7] circa a sud di Balon; ha una superficie di 3022 m²[2] 43°23′05″N 16°11′47″E.

### Cartografia
- (HR) Mappa topografica della Croazia 1:25000, su preglednik.arkod.hr. URL consultato il 29 dicembre 2016.
- G. Giani, Carta prospettiva delle Comuni censuarie della Dalmazia, foglio 8, 1839. Fondo Miscellanea cartografica catastale, Archivio di Stato di Trieste.